# 아이러브커피
아이러브커피(영어: I Love Coffee)는 (주)넥스쳐(nexturecorp)가 만든 모바일 운영체제 기반의 경영 시뮬레이션 게임이다. (주)넥스쳐에서 제작하고, (주)넥스쳐와 카카오가 공동으로 서비스한다. 

## 게임방식
아이러브커피는 유저가 가상의 카페를 운영하는 경영 시뮬레이션 게임이다. 유저는 카페를 운영하며 고객에게 커피와 브런치 등을 판매하는 것이 기본적인 목적이다. 다양한 커피와 브런치 메뉴 등을 판매하며, 주어진 퀘스트 등을 수행하면서 카페를 성장시키고, 플레이어의 레벨을 상승시키는 것이 기본적인 플레이 구조이다. 그 외에도, 소셜 친구 기능과, 길거리 영업 등을 통해 퀘스트 수행과 부가적인 게임 머니 수입 등을 획득하는 등 다양한 방법으로 성장할 수 있다.
아이러브커피는 실제 커피를 만드는 느낌과 비슷한 느낌을 낼 수 있도록 커피 등급 제도를 운영하고 있다. 이 제도는, 각 음료마다 목표 판매량을 채우면 일종의 테스트를 통해서 통과할 경우, 음료의 등급을 상승시키며 잔당 단가를 상승시키는 시스템이다. 이러한 제도를 통해 유저가 실제 바리스타가 된 느낌으로, 게임에 더 몰입할 수 있게 했다고 한다. 실제로, 게임 제작사인 (주)넥스쳐의 이대형 대표는 실제로 잠실에서 커피전문점을 운영했던 경험을 살려 게임을 개발했다고 밝혔다.
이 외에도, 기존 경영 시뮬레이션 게임들이 가지고 있는 소셜 친구 도움 등의 시스템을 이용하여 카페가 성장하고, 유저가 게임 머니를 버는 것이 주요 목표이다.

## 이야기
유저는 스토리의 할아버지의 손자로서, 할아버지에게 자금을 지원받고, 친구의 건물에 입주해 카페를 시작하게 되는 것으로 게임이 시작된다. 이런 기본적인 스토리를 기반으로 퀘스트가 주어지기도 한다.

## 반응/영향
현재 설명중인 아이러브커피는 포털사이트 등의 소셜 웹게임 형식으로 서비스하던 것이었다. 2011년 7월 네이트 웹서비스를 시작으로, 2012년 6월 28일부터는 네이버에도 서비스를 시작했으며, 2012년 8월 20일부터 모바일 서비스를 시작했다.
2012년 10월 21일 한국, 중국, 태국, 대만의 가입자 수가 1,000만을 돌파했다. 젊은층의 여성층을 타깃으로 한, 간단한 스토리와 아기자기한 캐릭터 및 아이템 등의 요소가 반응이 좋아 흥행하고 있다는 평가가 있다.